# Tragedy Girls
Tragedy Girls és una pel·lícula per a adolescents i comèdia de terror del 2017 dirigida per Tyler MacIntyre, escrita per Chris Lee Hill i MacIntyre i protagonitzada per Alexandra Shipp, Brianna Hildebrand, Josh Hutcherson, Craig Robinson, Kevin Durand i Jack Quaid. Va ser llançat el 20 d'octubre de 2017 per Gunpowder & Sky.

## Argument
McKayla Hooper i Sadie Cunningham, les incomprenses estudiants de secundària, viuen a la ciutat de Rosedale, a l'Oest Mitjà, i dirigeixen un blog de crim real  anomenat Tragedy Girls. Estan obsessionades amb assassinat i fama, i estan disposades a fer qualsevol cosa per aconseguir més seguidors. Utilitzen el seu amic Craig com a esquer per capturar l'assassí en sèrie Lowell Orson Lehmann i li demanen que les ajudi, però ell es nega. Ambdues decideixen mantenir-lo captiu, cometre ells mateixos assassinats i utilitzar Lehmann com a noi caigut. L'endemà, Craig està desaparegut, presumptament ha fugit. La McKayla, la Sadie i el seu amic Jordan intenten convèncer a Rosedale que hi ha un assassí en sèrie que s'escapa, però només provoquen l’ira del pare de Jordan, el xèrif Welch. Quan l'exnòvio de McKayla, Toby,  acumula més seguidors a Twitter que les noies, McKayla i Sadie el maten. La seva mort és un accident, i enfada les dues noies.
Després maten a la capità Syl i tallen el seu cos a trossos per tal d'assegurar-se que la seva mort es consideri un homicidi. En el servei commemoratiu de Syl, un bomber local, Big Al, es compromet a atrapar l'assassí. Mentrestant, Lehmann intenta convertir McKayla contra Sadie convencent-la que Sadie la farà servir per fer la feina bruta i apropiar-se de tot el crèdit. Les noies planen matar a Big Al mentre ell fa exercici al gimnàs. Big Al contraataca, però ambdues aconsegueixen apunyalar-lo i decapitar-lo amb una pressió sobre banc. Després, Jordan arriba i revela que ha robat els fitxers dels casos d'assassins en sèrie al seu pare.
L'alcalde Campbell convoca una reunió d'emergència de la ciutat i McKayla i Sadie molesten la gent del poble perquè es torni contra de l'aplicació de la llei local demostrant-los que són incompetents, inclòs envien a la gent de la ciutat una foto del cap tallat de Big Al. Fan una marxa desafiant l'assassí. Tanmateix, Lehmann s'escapa i assassina l'alcalde Campbell. Jordan té una baralla amb McKayla i Sadie i les deixa, en suport del seu pare. McKayla, enfurismada, descobreix que Jordan ha robat un telèfon que li pertany amb vídeos dels assassinats, i porta a Sadie a dirigir-se a casa de Jordan per matar-lo. Jordan revela que va irrompre a l'escola i va robar el perfil psicològic de McKayla; ell sospita que és l'assassí. S'interrompen quan Lehmann irromp a la residència Welch i apunyala brutalment a Jordan. McKayla desperta el xèrif Welch adormit trencant-li la finestra; expulsa Lehmann i salva a Jordan. Sadie aprofita per destruir el telèfon robat de McKayla.
Dues setmanes després, Sadie és honrada públicament per Welch; ella no reconeix McKayla en el seu discurs. Ambdues tenen una baralla. Arriba el ball; Sadie va amb Jordan com a cita, mentre que McKayla ho fa amb Lehmann. Després de matar el seu professor, McKayla s'enfronta a Sadie. Sense saber que Jordan està escoltant, explica com van assassinar la mare de Jordan quan era petit. Jordan intenta fugir amb Sadie a un lloc segur, però són acorralats per Lehmann i McKayla. Lehmann intenta atacar a Sadie, però McKayla l'atura. Es gira contra ella i McKayla treu una pistola i mata a Lehmann a trets. Les noies es reconcilien, pengen Jordan i, després de tancar les portes amb cadena, provoquen un incendi al gimnàs que atrapa i mata a 124 participants. Com a conseqüència, es demostra que Lehmann era culpable dels assassinats. Un Welch dolgut dimiteix com a xèrif per centrar-se en el treball benèfic, mentre McKayla i Sadie es dirigeixen a la universitat per començar un nou capítol a les seves vides, com si res hagués passat.

## Repartiment
- Alexandra Shipp com a McKayla Hooper
- Brianna Hildebrand com Sadie Cunningham
- Josh Hutcherson com a Toby Mitchell
- Craig Robinson com Albert "Big Al" Hill
- Kevin Durand com a Lowell Orson Lehmann
- Jack Quaid com a Jordan Welch
- Timothy V. Murphy com el xèrif Blane Welch
- Nicky Whelan com a Sra. Kent
- Kerry Rhodes com a Drew
- Austin Abrams com Craig Thompson
- Andy Bethea com el Sr. Hooper
- Rosalind Chao com a alcalde Campbell
- Keith Hudson com a Chuck Cunningham
- Savannah Jayde com Syl
- Loren Lester com a director Reid
- Marycarmen López com a Trish
- Sophia Mitchell com a Tracy
- Elise Neal com a Sra. Hooper
- Tory Stolper com Alice Wade
- William Tokarsky com el Sr. Gordon

## Estrena
Tragedy Girls es va estrenar a South by Southwest el 12 de març de 2017.. El 31 de juliol de 2017, Gunpowder & Sky van adquirir els drets de distribució de la pel·lícula. L'estudi la va llançar el 20 d'octubre de 2017.

## Recepció
La pel·lícula ha rebut crítiques positives. A l'agregador de ressenyes Rotten Tomatoes, la pel·lícula té una puntuació d'aprovació del 84% basada en 73 ressenyes, amb una valoració mitjana de 7/10. El consens crític del lloc web afirma: "Tragedy Girls injecta tropes adolescents familiars amb prou comentaris actualitzats i un humor negre com una distracció irreverentment entretinguda."